# کلود لو شانتولیه
کلود لو شانتولیه (فرانسوی: Claude le Chatellier‎؛ زادهٔ ۱۷ دسامبر ۱۹۴۶) دوچرخه‌سوار اهل فرانسه است.